# Distretto di Agona
Il distretto di Agona  (ufficialmente Agona District, in inglese) era un distretto della regione Centrale del Ghana.
Nel 2008 è stato soppresso, il territorio è stato suddiviso nei distretti di Agona Est (capoluogo: Nsaba) e Agona Ovest (capoluogo: Agona Swedru).